# Xilofago

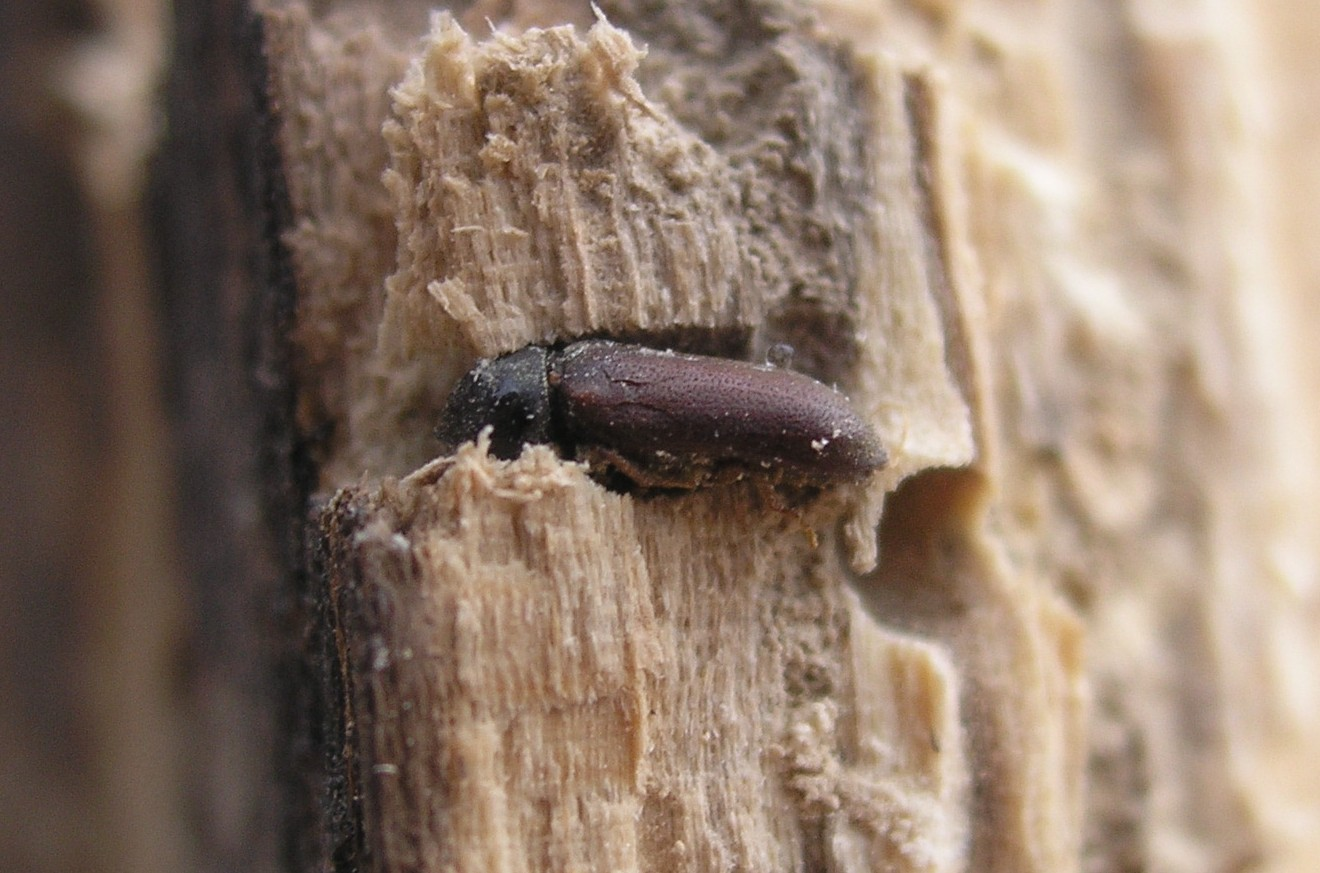
Il tarlo del legno (Anobium punctatum) è un tipico organismo xilofago

In biologia è definito xilofago un organismo che si nutre prevalentemente di legno.
Il termine deriva dal greco ξυλοφάγος (xulophagos), derivato da ξύλον (xýlon) "legno" e φαγεῖν (phagèin) "mangiare".
Tali organismi, allo stadio larvale o da adulti, si nutrono dei fusti, dei rami e delle radici degli alberi vivi o morti.
Un organismo che si nutre esclusivamente di legno morto è detto saproxilofago.
Gli organismi xilofagi possono essere provvisti di particolari enzimi digestivi (cellulasi) ovvero ospitano nel proprio apparato digerente protozoi simbionti che li aiutano a digerire le sostanze lignee; alcune specie inoltre infestano legni già disgregati dall'azione di funghi.
Si distinguono:
- xilofagi corticicoli: si nutrono del floema di piante vive
- xilofagi corticicoli-lignicoli: le larve si nutrono di floema e al momento dell'impupamento scavano gallerie a diversa profondità nello xilema
- xilofagi lignicoli: si sviluppano nello xilema di piante vive o morte o di legname in opera.

La xilofagia è prerogativa soprattutto degli artropodi: sono tipici organismi xilofagi le termiti (Isoptera), numerose specie di coleotteri (Bostrichidae, Buprestidae, Cerambycidae, Curculionidae, Ptinidae), alcuni imenotteri e lepidotteri, alcuni crostacei isopodi.
Oltreché negli artropodi la xilofagia è nota anche nei molluschi della famiglia Teredinidae.

## Alcune specie di artropodi xilofagi
| Ordine      | Famiglia        | Specie                                         | Specie |
| ----------- | --------------- | ---------------------------------------------- | ------ |
| Isoptera    | Kalotermitidae  | Kalotermes flavicollis                         |        |
| Isoptera    | Rhinotermitidae | Reticulitermes lucifugus                       |        |
| Coleoptera  | Ptinidae        | Anobium punctatum                              |        |
| Coleoptera  | Ptinidae        | Xestobium rufovillosum                         |        |
| Coleoptera  | Ptinidae        | Ernobius mollis                                |        |
| Coleoptera  | Ptinidae        | Ptilinus pectinicornis                         |        |
| Coleoptera  | Bostrichidae    | Bostrichus capucinus                           |        |
| Coleoptera  | Bostrichidae    | Dinoderus minutus                              |        |
| Coleoptera  | Bostrichidae    | Lyctus brunneus                                |        |
| Coleoptera  | Bostrichidae    | Lyctus linearis                                |        |
| Coleoptera  | Buprestidae     | Coraebus undatus                               |        |
| Coleoptera  | Cerambycidae    | Callidium violaceum                            |        |
| Coleoptera  | Cerambycidae    | Clytus arietis                                 |        |
| Coleoptera  | Cerambycidae    | Gracilia minuta                                |        |
| Coleoptera  | Cerambycidae    | Hylotrupes bajulus                             |        |
| Coleoptera  | Cerambycidae    | Paracorymbia fulva                             |        |
| Coleoptera  | Cerambycidae    | Phymatodes lividus                             |        |
| Coleoptera  | Cerambycidae    | Phymatodes testaceus                           |        |
| Coleoptera  | Cerambycidae    | Plagionotus arcuatus                           |        |
| Coleoptera  | Cerambycidae    | Xylotrechus stebbingi                          |        |
| Coleoptera  | Curculionidae   | Pentarthrum huttoni (Cossoninae, Pentarthrini) |        |
| Coleoptera  | Curculionidae   | Dendroctonus ponderosae (Scolytinae)           |        |
| Coleoptera  | Curculionidae   | Xylosandrus crassiusculus (Scolytinae)         |        |
| Coleoptera  | Curculionidae   | Dinoplatypus chevrolati (Platypodinae)         |        |
| Coleoptera  | Disteniidae     | Distenia gracilis                              |        |
| Coleoptera  | Lucanidae       | Sinodendron cylindricum                        |        |
| Lepidoptera | Cossidae        | Cossus cossus                                  |        |
| Lepidoptera | Cossidae        | Zeuzera pyrina                                 |        |
| Lepidoptera | Sesiidae        | Paranthrene tabaniformis                       |        |
| Hymenoptera | Formicidae      | Crematogaster scutellaris                      |        |
| Isopoda     | Limnoriidae     | Limnoria lignorum                              |        |